# Frank Lloyd
Frank Lloyd, filmski režiser, scenarist in producent, *2. februar 1886, Glasgow, Škotska, † 10. avgust 1960, Santa Monica, Kalifornija, ZDA.
Lloyd je bil eden od 36 ustanoviteljev Akademije umetnosti in znanosti gibljivih slik in je med letoma 1934 in 1935 deloval kot njen predsednik. S svojim režiserskim delom si je prislužil dva oskarja. S tem je postal prvi škotski dobitnik oskarja, edinstven v filmski zgodovini pa je zavoljo leta 1929. Tistega leta je namreč prejel tri nominacije za režiserskega oskarja, za nemi film The Divine Lady, za polzvočni film Weary River in za polno zvočni film Drag. Oskarja je naposled prejel za svoje delo na nemem filmu The Divine Lady, leta 1933 pa je prejel še enega oskarja, tokrat za priredbo igre Noëla Cowarda Cavalcade. Leta 1935 je bil znova nominiran za oskarja v kategoriji režije, a ga za svoj morebiti najuspešnejši film Upor na ladji Bounty ni prejel. Pri filmu o legendarnem uporu, ki sta ga z glavnima vlogama zaznamovala Clark Gable in Charles Laughton, je sodeloval kot režiser, scenarist in producent.

## Življenje
Lloyd je kot sin pevca že zelo kmalu pristal v šovbiznisu. V Kanado se je preselil leta 1910, ko je odšel na turnejo z neko gledališko skupino. Leta 1913 mu je Carl Laemmle ponudil pogodbo s filmskim podjetjem Universal Pictures. Lloydu je Laemmle ponudil tudi prvo vlogo v nemih filmih. Eno leto kasneje je Lloyd  za družbo Nestor Film Company že ustvaril svoj prvi kratki film, pri katerem je sodeloval kot režiser. Do leta 1915 je kot režiser doprinesel že kar k 25 filmom in kmalu so se zanj začele zanimati konkurenčne filmske družbe.
Leta 1916 je tako prestopil k Williamu Foxu, s katerim sta nase opozorila predvsem s predelavami literarnih del, med katere sodijo Les Misérables (1917), Oliver Twist (1922) in Black Oxen (1923). V filmu Black Oxen se je pojavila tudi Corinne Griffith, za katero se je projekt izkazal za največji uspeh njene filmske kariere. Lloyd je za film The Divine Lady, pri katerem je vnovič sodeloval s Corinne Griffith, aprila 1930 prejel svojega prvega oskarja, v kategoriji za najboljšo režijo. Istega leta je bil sicer v isti kategoriji nominiran še za dva druga filma.
V nasprotju z ostalimi režiserji ni imel Lloyd nikakršnih problemov ob prehodu na zvočni film. Za film Cavalcade, predelavo istoimenske igre Noëla Cowarda, je leta 1933 prejel še svojega drugega oskarja v kategoriji najboljših režiserjev. Za oskarja je bil zadnjič nominiran leta 1935 za pustolovski film Upor na ladji Bounty, v katerem sta glavni vlogi odigrala Clark Gable in Charles Laughton. Sredi 30. let se je bolj kot režiser udejanjal kot producent, sodeloval je s filmskimi družbami Fox, Paramount in Universal. V tem času je kot producent sodeloval tudi pri filmu Alfreda Hitchcocka Sabotaža.
Leta 1945 je izstopil iz filmske industrije, a se nato leta 1954 vrnil in prevzel režijo trilerja The Shanghai Story (1954) in vesterna The Last Command (1955).
Danes stoji na Hollywoodski aleji slavnih zvezda prav v njegovo čast, kot nagrada za njegov prispevek filmu. Umrl je leta 1960.

## Izbrana filmografija
- The Black Box (1915)
- Madame X (1920)
- Oliver Twist (1922)
- Black Oxen (1923)
- The Sea Hawk (1924)
- The Eagle of the Sea (1926)
- Children of Divorce (1927)
- The Divine Lady (1929)
- Cavalcade (1933)
- Upor na ladji Bounty (1935)
- Under Two Flags (1936)
- Wells Fargo (1937)
- Maid of Salem (1937)
- If I Were King (1938)
- The Howards of Virginia (1940)
- Forever and a Day (1943)
- Blood on the Sun (1945)
- The Last Command (1955)